# Unidad Benito Juárez
Unidad Benito Juárez är en ort i Mexiko.   Den ligger i kommunen San Luis Potosí och delstaten San Luis Potosí, i den centrala delen av landet, 400 km nordväst om huvudstaden Mexico City. Unidad Benito Juárez ligger 1 700 meter över havet och antalet invånare är 145.
Terrängen runt Unidad Benito Juárez är platt åt nordost, men åt sydväst är den kuperad. Runt Unidad Benito Juárez är det tätbefolkat, med 591 invånare per kvadratkilometer. Närmaste större samhälle är La Manta, 11,4 km norr om Unidad Benito Juárez. Omgivningarna runt Unidad Benito Juárez är i huvudsak ett öppet busklandskap.